# Adriano Tomasi Travaglia

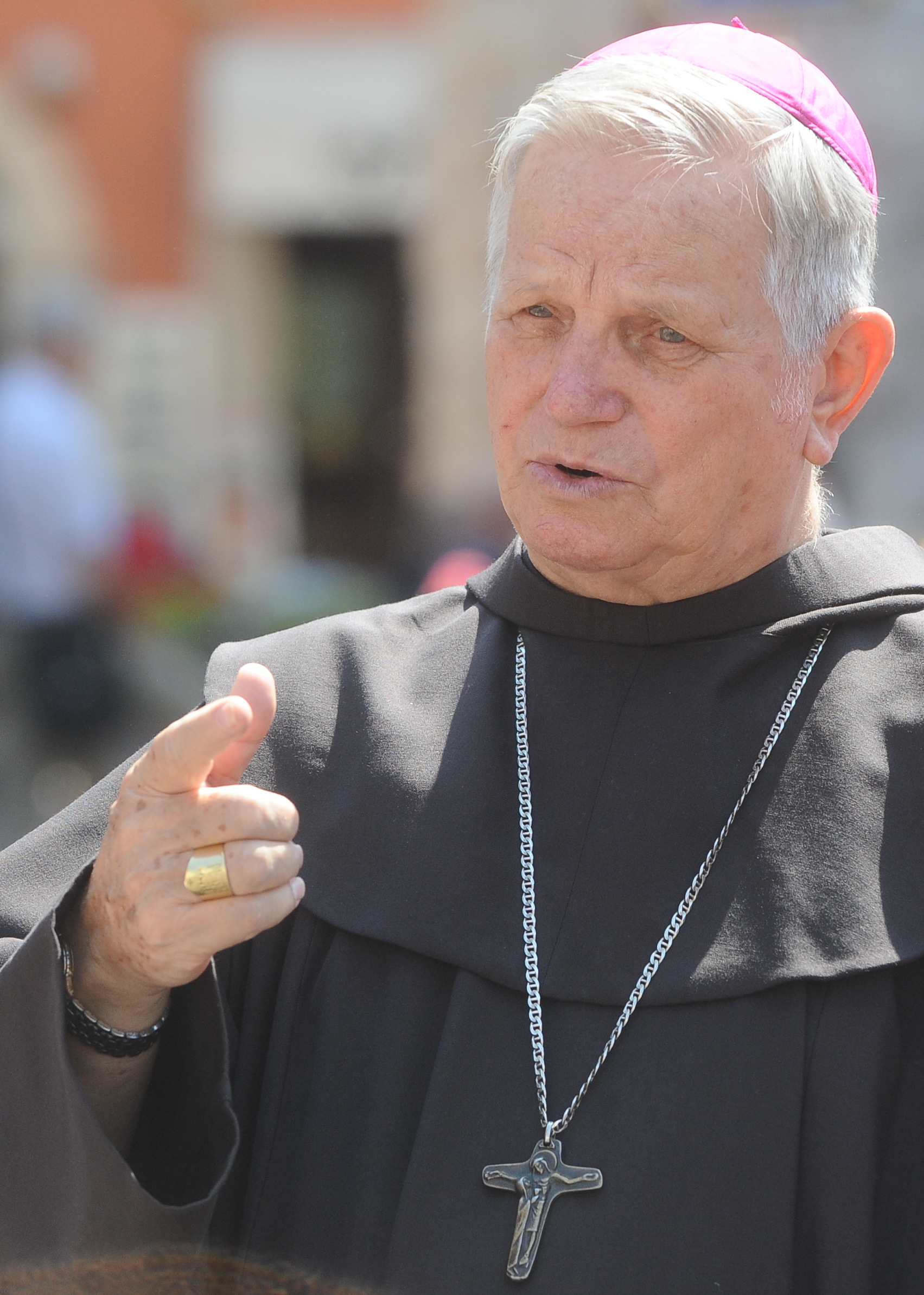
Adriano Tomasi (Trento, 2014)

Adriano Tomasi Travaglia OFM (* 1. November 1939 in Gardolo di Mezzo-Meano, Italien) ist ein italienischer Ordensgeistlicher und emeritierter römisch-katholischer Weihbischof in Lima.

## Leben
Adriano Tomasi Travaglia trat in die Ordensgemeinschaft der Franziskaner ein und empfing am 28. Juni 1964 das Sakrament der Priesterweihe.
Am 16. Februar 2002 ernannte ihn Papst Johannes Paul II. zum Titularbischof von Obbi und bestellte ihn zum Weihbischof in Lima. Der Erzbischof von Lima, Juan Luis Kardinal Cipriani Thorne, spendete ihm am 7. April desselben Jahres die Bischofsweihe; Mitkonsekratoren waren der Apostolische Nuntius in Peru, Erzbischof Rino Passigato, und der Erzbischof von Cuzco, Alcides Mendoza Castro.
Papst Franziskus nahm am 13. April 2019 seinen altersbedingten Rücktritt an.